# 코클레주

코클레주의 위치

코클레주(스페인어: Provincia de Coclé)는 파나마 중부에 위치한 주로 주도는 페노노메이며 면적은 4,946.6km2, 인구는 233,708명(2010년 기준)이다. 6개 구를 관할한다. 북쪽으로는 콜론 주, 동쪽으로는 서파나마주, 남쪽으로는 태평양, 서쪽으로는 베라과스주와 접한다.

주기